# Goannagnathia susannae
Goannagnathia susannae är en djurart som tillhör fylumet käkmaskar, och som beskrevs av Wolfgang Sterrer 200. Goannagnathia susannae ingår i släktet Goannagnathia och familjen Onychognathiidae. Inga underarter finns listade i Catalogue of Life.